# Pilgrim de Cologne
Pilgrim († 25 août 1036) fut archevêque de l'archidiocèse de Cologne de 1021 à 1036, et archichancelier d'Italie en 1031.

## Biographie
Son père était le comte Chadalhoch IV d'Isengau († 1030), frère de l'archevêque Aribon de Mayence ; son grand-père était le comte palatin de Bavière Aribon Ier (de). 
De 1016 à 1021, Pilgrim exerça la charge de prévôt du chapitre de Bamberg. En tant que chancelier d'Italie, il accompagna en 1021 l'empereur Henri II à Cologne, où se tenait précisément l'élection du nouvel archevêque. Le choix des chanoines se porta sur lui et l'empereur le consacra évêque le 29 juin 1021.
En 1022, Pilgrim à la tête d'une partie de l'armée impériale, occupa Capoue puis s'empara de la ville de Salerne. À la mort de l'empereur Henri II, il se rangea dans le camp des Grands de Lorraine autour du duc Thierry, concurrent de Conrad II au trône d'Allemagne ; pourtant il parvint à s'immiscer à la cour du nouveau souverain, dont il avait couronné la femme Gisèle trois semaines après l'élection. En 1024, Pilgrim fonda l'abbaye de Brauweiler, dont il dirigeait le chapitre depuis Stavelot. Il assista en 1027 au synode de Francfort.
Lors des fêtes de Pâques 1028, il sacra roi Henri III à Aix-la-Chapelle. En 1031, Pilgrim obtint la charge d'archichancelier d'Italie pour l’Électorat de Cologne, et assura aux princes-évêques le droit de battre monnaie pour Cologne et Andernach. Le 21 mai 1034, Pilgrim fit don d'une ferme à sa nouvelle congrégation de Saint-Nicolas de Brauweiler. Il fit édifier l'église du Saint-Apôtre sur la place du marché de Cologne, où il fut inhumé.

## Voir également
Pilgrim de Cologne (Wikisource)
- Toni Diederich, « Pilgrim (um 985-1036), Erzbischof von Köln (1021-1036) », sur Portail Rheinische Geschichte, 13 mars 2013 (consulté le 6 octobre 2014)